# Timothy B. Schmit
Timothy Bruce Schmit (Oakland, Kalifornia, 1947. október 30. –), amerikai zenész, énekes és dalszerző, legismertebb mint a Poco és az Eagles basszusgitárosa. Mindkét együttesbe Randy Meisner helyébe lépett. A Schmit évtizedeket dolgozott mint szóló illetve stúdiózenész. Az Eagles tagjaként 1998-ban bekerült a Rock and Roll Hall of Fame-be.

## Korai évek
Oakland-ben született, de Sacramentóban nőtt fel. Tizenöt éves korában kezdett el játszani a Tim, Tom & Ron népzenei együttesben. Előbb átalakultak „szörf” együttesé Contenders néven, majd New Breed-re változtatták a nevüket. Ezen a néven volt egy slágerük, a „Green Eyed Woman”, amely 1965-ben jelent meg. Egy újabb névváltoztatás után, 1968-ban Glad címen adták ki a Feelin’ Glad című albumot.
1968-ban Schmit-et meghallgatta a Poco, de az alapító tag Randy Meisner javára visszautasította. Amikor Meisner 1970-ben kilépett a zenekarból, Schmit lépett a helyére. Ő írta és énekelte a „Keep on Tryin’” dalt, a Poco addigi legnagyobb sikerét, amelyik az 50. helyre került a Billboard Hot 100 listáján 1975-ben. Pocón kívül Schmit szintén énekelt a Firefall együttes 1977-es „Just Remember I Love You” című dalában.
Ő basszusgitározott és kórust énekelt Steely Dan albumain, a Pretzel Logic, The Royal Scam és Aja címűeken. Brock Walsh, J.D. Souther és Freddie Mercury mellett Schmit is énekelt a „Never Let Slip Away” számban, amelyik Andrew Gold brit Top 5 UK slágere lett 1978-ban.

## Eagles

Az Eagles Long Road Out of Eden turnéján 2008-ban

1977-ben Schmit csatlakozott az Eagles Hotel California turnéjához, ismét Randy Meisner helyébe, miután az kilépett. Bár az Eagles-t Kalifornia egyik legfontosabb zenekarának tekintik, Schmit az egyetlen tagja aki ott született.
Az 1979-es The Long Run albumon Schmit társszerzője volt és ő énekelte az "I Can't Tell You Why" dalt. A zenekar 1980-ban felbomlott és 14 évvel később 1994-ben újraegyesült, Schmit énekelte a "Love Will Keep Us Alive" című dalt, a Hell Freezes Over albumon.
2007-ben az Eagles kiadott egy új albumot, Long Road Out of Eden címmel. Schmit tagja maradt az Eagles-nek (Henley, Frey, Walsh, Schmit felállásban), Frey haláláig 2016-ban.

## Az Eagles után
Miután az Eagles 1980-ban felbomlott, Schmit egyéni pályafutásba kezdett, stúdiózenészként énekelt és basszusgitározott. Hangja számos listavezető slágeren hallható, köztük Bob Seger "Fire Lake", Boz Scaggs "Look What You've Done To Me", Don Felder "Heavy Metal (Takin' A Ride)" és Crosby, Stills és Nash "Southern Cross", ahol háttérvolált énekelt. Háttérzenész volt két Don Henley dalban, a "Dirty Laundry" és "You Do not Know Me at All" címűekben.
Randy Meisner-rel és Joe Walsh-sel együtt háttérvokált szolgáltatott Richard Marx 1987-es "Do Not Mean Nothing" slágerének. Schmit szerepelt a Toto együttes 1983-as "I Will not Hold You Back" és "Africa" című valamint a Jars of Clay együttes "Everything in Between" dalában. Közreműködött a Glenn Shorrock 1983-as szólóalbumán is. 1991-ben Schmit énekelte az "I Only Have Eyes for You" dalt a Kipurcant a bébicsősz, anyának egy szót se! (Don't Tell Mom the Babysitter's Dead) című film zenéjében. 1988-ban Sheena Easton "The Lover in Me" című albumán, 1989-ben pedig  Stacey Q "Heartbeat" című kislemezén énekelt  háttérvokált.
Schmit 1982-ben a Toto együttessel, 1983-ban és 1984-ben és Jimmy Buffett-tel és 1985-ben  Coral Reefer Band tagjaként turnézott, és ő találta ki a "Parrothead" nevet Buffett rajongóira. 1992-ben a Ringo Starr & His All-Starr Band tagja volt. 1993-ban Clint Black "No Time to Kill" CD-jén több dalban is énekelt háttérvokál. 1996-ban a The Beach Boys Stars and Stripes Vol. 1 albumán ő énekelte a "Caroline, No" dalt és maga a The Beach Boys a háttérvokált. 2000-ben Dan Fogelberg-gel turnézott amiből egy élő album született, "Dan Fogelberg Live" címmel. Schmit harmóniát énekelt a Katy Rose Because I Can debütáló albumának címadó dalában, régi Poco társával és egyben Katy apjával Kim Bullard-dal.
2001 májusában a Berklee College of Music  az Eagles többi tagjával együtt díszdoktorrá avatta, a zene terén elért eredményeikért.
Legújabb albuma, a Leap of Faith 2016. szeptember 23-án jelent meg, első az egykori Eagles tagokéból, Glenn Frey 2016. januári halála óta.

## Magánélete
Schmit-nek három gyermeke van. Jeddrah nevű lánya az első feleségétől, Owen Faye lánya és Ben fia a jelenlegi feleségétől.

## Diszkográfia

### Stúdióalbumok
| Év   | Cím               | Album adatok                                          | Legjobb helyezés | Legjobb helyezés |
| Év   | Cím               | Album adatok                                          | US               | US Heat          |
| ---- | ----------------- | ----------------------------------------------------- | ---------------- | ---------------- |
| 1984 | Playin' It Cool   | - Kiadó: Wounded Bird Records                         | 160              | —                |
| 1987 | Timothy B         | - Kiadó: MCA Records                                  | 106              | —                |
| 1990 | Tell Me the Truth | - Kiadó: MCA Records                                  | —                | —                |
| 2001 | Feed the Fire     | - Kiadó: Lucan Records                                | —                | —                |
| 2009 | Expando           | - Megjelent: október 20 - Kiadó: Lost Highway Records | —                | 43               |
| 2016 | Leap of Faith     | - Kiadó: Benowen Records                              | —                |                  |

### Kislemezek
| Év   | Dalcím          | Legjobb helyezés | Legjobb helyezés | Legjobb helyezés | Legjobb helyezés | Legjobb helyezés | Album           |
| Év   | Dalcím          | US               | US Main          | US AC            | CAN              | CAN AC           | Album           |
| ---- | --------------- | ---------------- | ---------------- | ---------------- | ---------------- | ---------------- | --------------- |
| 1982 | So Much in Love | 59               | —                | 27               | —                | —                | Playin' It Cool |
| 1984 | Playin' It Cool | 101              | —                | —                | —                | —                | Playin' It Cool |
| 1987 | Boys Night Out  | 25               | 17               | —                | 69               | —                | Timothy B.      |
| 1988 | Don't Give Up   | —                | —                | 30               | —                | 22               | Timothy B.      |

## Fordítás
- Ez a szócikk részben vagy egészben  a   Timothy B. Schmit című angol Wikipédia-szócikk fordításán alapul.  Az eredeti cikk szerkesztőit annak laptörténete sorolja fel. Ez a jelzés csupán a megfogalmazás eredetét és a szerzői jogokat jelzi, nem szolgál a cikkben szereplő információk forrásmegjelöléseként.